# Vanesa Martínez Sotelo
Vanesa Martínez Sotelo, nace en Cangas en 1981, es una actriz y dramaturga gallega.

## Trayectoria
Es licenciada en dirección de escena por la Escuela Superior de Arte Dramático de Galicia. Trabajó en varias compañías teatrales como Aula de Teatro de la Universidad de Santiago, Amphi-Théâtre compañía francesa , Teatro en el Aramio y en Inversa Teatro en la que prepara el estreno de la obra Expuestas de la que es coautora. En el Centro Dramático Gallego fue dramaturga residente con la obra Estigma y artista residente en 2009 con el proyecto Cuerpo- hetaira -vaca-grito. Es miembro del consejo de redacción de la Revista Gallega de Teatro.

## Obra

### Teatro
- Campo de cobardes, 2012, Difusora.

### Obras colectivas
- Estigma, 2009, Laiovento. Con Jacobo Paz y Rubén Ruibal.
- Banqueros, 2012, Laiovento.

## Premios
- IV Premio “Diario Cultural” de Teatro Radiofónico 2010 por la obra Indoor.
- XIII Premi de Teatre Josep Robrenyo de Catalunya 2010 por la obra Memoria del incendio.